# Massoud II de Ghazni
Pour le sultan de Roum, voir Mas`ûd II.
Massoud II (مسعود دوم en persan) est brièvement sultan de l'Empire ghaznévide en 1048 ou 1049.

## Biographie
Massoud II est le fils du sultan Mawdoud. La période qui sépare la mort de Mawdoud de l'avènement de son oncle Abd ar-Rachid est particulièrement confuse dans les sources. Certaines les font se succéder directement, mais d'autres incluent deux règnes entre eux : celui de Massoud II et celui d'Ali, un frère de Mawdoud.

## Contexte
La succession du sultan Abu Ja'far Masood au profit de Abu al-Hasan Ali Ghaznavi causa des problèmes de rivalité dans la cour du sultan Mahmud de Ghazni. Elle fut à l’origine d’ une conspiration, qui amena un conflit  ouvert entre Bastagin Hajib et Ali ibn Rabi'. Abu al-Hasan Ali ayant eu connaissance des intentions d'Ali ibn Rabi, se réfugia auprès de Bastagin Hajib pour lui sauver la vie. Abu Ja'far Mas'ud ne serait resté sultan que pendant cinq ou six jours.

## Interprétations historiques
D'après l'historien perse al-Kashani ibn Baba (milieu du XIe siècle) Massoud est choisi comme successeur par son père. Il devient ainsi sultan à la mort de Mawdoud, survenue en 1048 ou 1049, bien qu'il ne soit âgé que de cinq ans. Cependant, son règne est très bref : au bout de cinq jours à peine, les principaux généraux ghaznévides choisissent de le remplacer par son oncle Ali.
Un autre historien, Juzjani (première moitié du XIIe siècle), affirme que Massoud (qu'il appelle à tort Mohammed) et Ali règnent ensemble. Il est possible qu'il entende par là qu'Ali sert de régent à l'enfant Massoud.
Ferichta offre davantage d'informations dans son Gulshan-i Ibrahimi, mais c'est un auteur tardif (fin du XVIe siècle). D'après lui, la cour ghaznévide est divisée en deux factions menées par des généraux turcs, Ali ibn Rabi Khadim et Aitigin Hajib. Lorsque ce dernier prend l'ascendant, il dépose Massoud et le remplace par Ali, qui épouse la veuve de Massoud.